# ロニー・ホワイト
ロニー・エドワード・ホワイト・ジュニア（Lonnie Edward White Jr.、2002年12月31日 - ）は、アメリカ合衆国・ネバダ州ラスベガス出身のプロ野球選手（外野手）。右投右打。MLBのピッツバーグ・パイレーツ傘下所属。

## 経歴
マルバーン・プレパラトリー・スクール時代、野球の傍らフットボール選手（ポジションはWR）としても活躍。卒業後は野球ならクレムゾン大学、フットボールならペンシルベニア州立大学へ進学予定であった。
2021年7月のMLBドラフト2巡目戦力均衡ラウンドB（全体64位）でピッツバーグ・パイレーツから指名され、26日に契約を結んだ（契約金は約150万ドル）。契約後、傘下のルーキー級フロリダ・コンプレックスリーグ・パイレーツでプロデビュー。9試合に出場して打率.258、2本塁打、5打点を記録した。

## プレースタイル
天性の脚力を備え、中堅手として将来を嘱望される。野球の実戦経験は少ないながらも、木製バットでも長打を放つパワーの伸びしろも魅力である。